# Connectiu

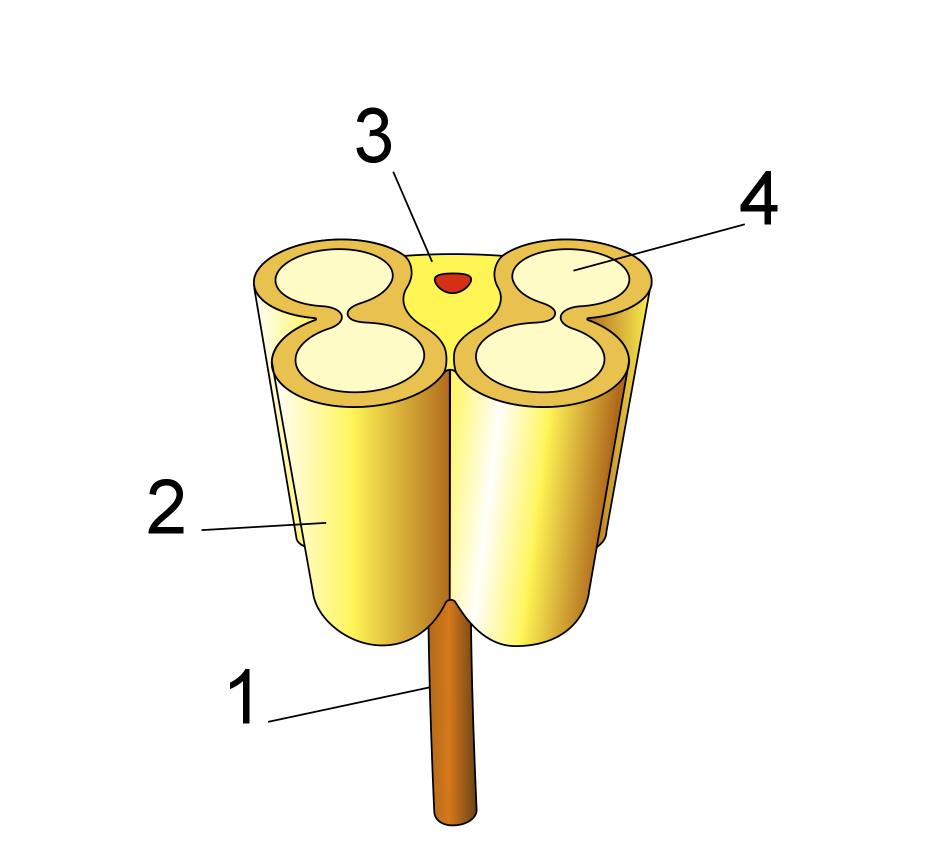
Antera seccionada. 1: Filament; 2: Teca; 3: Connectiu (vasos en vermell); 4: Sac pol·línic.

En botànica, s'anomena connectiu a la porció de teixit estèril de l'antera situada entre les teques, que forma cos amb elles i les manté unides. El més habitual és que estigui poc desenvolupat, de tal manera que les teques destaquin àmpliament; en algunes angiospermes primitives, tot l'estam pot ser més o menys foliaci i el connectiu pot assolir un gran desenvolupament, de manera que separi àmpliament les teques. En alguns casos el connectiu presenta apèndixs de formes molt variades que tenen importància sistemàtica, per exemple en les melastomatàcies.